# بریتانی فلان
بریتانی فلان (انگلیسی: Brittany Phelan؛ زادهٔ ۲۴ سپتامبر ۱۹۹۱) اسکی‌باز آلپاین اهل کانادا است.